# Microgecko depressus
Microgecko depressus là một loài thằn lằn trong họ Gekkonidae. Loài này được Minton & Anderson mô tả khoa học đầu tiên năm 1965.